# Helga Lazak
Helga Lazak (17 agosto 1967) è un'ex sciatrice alpina tedesca che gareggiò per la nazionale tedesca occidentale.

## Biografia
Slalomista pura originaria di Eschenlohe, ottenne il primo piazzamento di rilievo in Coppa del Mondo il 4 febbraio 1986 a Piancavallo giungendo 12ª: tale risultato sarebbe rimasto il migliore della Lazak nel massimo circuito internazionale. Ai Mondiali di Crans-Montana 1987 fu 7ª, suo unico piazzamento iridato; in quella stessa stagione 1986-1987 in Nor-Am Cup fu 2ª nella classifica di specialità. Ottenne l'ultimo piazzamento in Coppa del Mondo il 15 febbraio 1987 a Flühli (15ª) e l'ultimo risultato della sua attività agonistica fu la medaglia di bronzo vinta ai Campionati tedeschi nel 1990; non prese parte a rassegne olimpiche.

## Palmarès

### Coppa del Mondo
- Miglior piazzamento in classifica generale: 68ª nel 1987

### Coppa Europa
- Miglior piazzamento in classifica generale: 16ª nel 1987

### Campionati tedeschi
- 2 medaglie (dati parziali fino alla stagione 1985-1986)[1]:
  - 2 bronzi (slalom speciale nel 1986; slalom speciale nel 1990)